# 국조오례의
《국조오례의(國朝五禮儀)》는 조선시대 다섯 가지 의례에 대하여 규정한 책이다. 처음에 세종실록과 동시에 편찬이 시작되었으나, 성종 때인 1474년 최종적으로 완성되었다.

## 개요
오례는 다음 다섯 가지 예를 일컫는다.
- 길례 (吉禮)
- 가례 (嘉禮)
- 빈례 (賓禮)
- 군례 (軍禮)
- 흉례 (凶禮)

이 예의 종류와 그에 합당한 의식을 정리해 놓은 것이다. 세종실록 부록에는 제작 동기를 나타내는 취지문인 서문을 비롯해 각 의례마다 서례와 의식을 규정하였다.
1740년(영조 16년) 6월 3일 이를 보완하여 《속오례의(續五禮儀)》를 편찬하게 명하고,  1741년(영조 17년) 6월 5일에 또 명하였다. 1744년 8월 27일 이종성(李宗城)과 윤광소(尹光紹)가 《속오례의》를 완성하여 모시어 바쳤다.

## 본문

### 서문
세종부록 오례의 서문에는 오례를 편찬하게 된 이유를 싣고 있다. 건국 초기에 나라의 의전이 갖추어지지 못해, 태종은 허조(許稠)에게 명하여 길례(吉禮)의 서례(序例)와 의식을 매뉴얼화 한다. 그러나 다른 부분은 미처 매뉴얼화 되지 못해 그때 그때마다 재량에 따라 처리하는 불편이 있었다. 이에 세종은 정척과 변효문에게 명하여 가례, 빈례, 군례, 흉례 등의 예규를 규정화시켰다. 이미 시행하던 전례(典禮)와 고사(故事)를 취하고, 당송의 제도와 명나라의 제도를 취하였는데, 절차의 과감은 모두 세종이 직접 결정하였다. 이미 완성된 사례와 허조가 찬술한 길례를 덧붙여 실록의 끝에 부록으로 첨부하였다는 내용이 기술되어 있다.

### 길례
길례에는 길례서례(吉禮序例)와 길례의식(吉禮儀式)이 있으며, 종류에는 다음과 같다.
- 변사(辨祀)
- 시일(時日)
- 단유(壇壝)
- 신위(神位)
- 축판(祝版)
- 폐백(幣帛)
- 제기도설(祭器圖說)
- 찬실도(饌實圖)
- 생뢰(牲牢)
- 악기도설(樂器圖說)
- 악현도(樂懸圖)
- 재계(齋戒)
- 헌관(獻官) - 직급, 직책별 역할
- 관면(冠冕) - 갖추어야 할 복식, 장비

길례 의식에는 종묘에 제사를 지내고, 친제사직(親祭社稷), 풍수제 등의 좀 더 구체적인 길례의 내용이 소개되어 있다.

### 가례
가례는 가례서례(嘉禮序例)와 가례의식(嘉禮儀式)으로 나뉘어 있으며, 준비물의 종류는 다음과 같다.
- 관면(冠冕) - 복장
- 노부(鹵簿) - 깃발, 부채 등의 장비
- 여련(輿輦) - 가마
- 악기(樂器)
- 악현(樂懸)
- 전정고취(殿庭鼓吹)
- 문외고취(門外鼓吹)
- 존작(尊爵) - 병과 잔의 종류와 쓰임새
- 집사관(執事官)
- 배반도(排班圖)

가례의 종류에는 납비의(納妃儀), 책비의(冊妃儀)를 비롯하여 책왕세자의(冊王世子儀), 책왕세자빈의(冊王世子嬪儀), 왕세자 납빈의(王世子納嬪儀), 왕세자 혼례(王世子昏禮), 왕녀 하가의(王女下嫁儀), 그리고 문과 전시의(文科殿試儀), 무과 전시의(武科殿試儀), 문무과 방방의(文武科放榜儀), 생원 방방의(生員放榜儀) 등도 가례의 종류에 속한다. 이 외에도 양로의(養老儀)나 중궁 양로의(中宮養老儀) 등의 양로잔치나 왕세자에게 정월·동지에 백관들이 하례(賀禮)하는 의식인 왕세자 정지 백관 하의(王世子正至百官賀儀)도 있다.

### 빈례
손님이나 사신 등을 맞는 의전인 빈례는 빈례서례(賓禮序例)와 빈례의식(賓禮儀式)으로 구성되어 있으며, 다음과 같은 것들로 구성되어 있다.
- 준작
- 악기
- 집사관

빈례의 종류에는 다음과 같은 것들이 있다.
- 연조정사의(宴朝廷使儀) - 조정(朝廷)의 사신을 연회하는 의식
- 왕세자 연조정사의(王世子宴朝廷使儀) - 왕세자가 조정(朝廷)의 사신을 연회하는 의식
- 종친 연조정사의(宗親宴朝廷使儀) - 종친(宗親)이 조정(朝廷)의 사신을 연회하는 의식
- 수인국서폐의(受隣國書幣儀) - 근처 국가에서 서폐(書幣)를 받는 의식
- 연인국사의(宴隣國使儀) - 이웃 국가의 사신을 연회하는 의식
- 예조 연인국사의(禮曹宴隣國使儀) - 예조(禮曹)에서 인국(隣國)의 사신을 연회하는 의식[6]

### 군례
군례는 군례서례(軍禮序例)와 군례의식(軍禮儀式)으로 구성되어 있으며, 군례 서례에서는 병기(兵器), 사기(射器), 집사관(執事官)으로 구성되어 있다. 군례 의식의 구성은 다음과 같다.
- 사우사단의(射于射壇儀) - 사단(射壇)에서 활쏘는 의식
- 관사우사단의(觀射于射壇儀) - 사단(射壇)에서 활쏘는 것을 관람(觀覽)하는 의식
- 대열의(大閱儀) - 해마다 9월, 10월 중에 도성(都城) 밖에서 대열(大閱)을 하는데 이 열병식을 진행하는 절차 및 의식
- 강무의(講武儀) - 왕실의 사냥하는 의식
- 취각령(吹角令)
- 구일식의(救日食儀) - 일식(日食)을 구제하는 의식
- 계동 대나의(季冬大儺儀) - 계동(季冬)의 대나의식(大儺儀式)
- 향사의(鄕射儀) - 해마다 3월 3일(가을은 9월 9일) 개성부(開城府)와 여러 도, 주, 부, 군, 현에서 행하는 활쏘기 예.

### 흉례
흉례는 상을 다루는 내용으로 흉례서례(凶禮序例)와 흉례의식(凶禮儀式)으로 구분된다. 흉례서례는 준비물 등을 다루는 것으로 상복을 제작하는 방법 등 자세하게 도식으로 설명되어 있으며, 구성은 다음과 같다.
- 상복(喪服)
- 명기(明器)
- 복완(服玩)
- 차여(車輿)
- 길장(吉仗)
- 흉장(凶仗)
- 집사관(執事官)

융례의식에는 조선 시대 왕실의 상과 관련된 의전이 모두 이곳에 규정되어 있다. 왕이 승하하기 전의 의식과 절차부터 발인, 종묘에 고하는 부묘의(祔廟儀) 등의 절차가 모두 이곳에 있다.

## 같이 보기
- 오례
- 속오례의
- 조선의 왕릉